# 槇村浩一
槇村 浩一（まきむら こういち、1964年〈昭和39年〉 -）は、日本の医師・微生物学者。帝京大学医真菌研究センター副センター長・教授。Candida auris（カンジダ・アウリス） の発見・記載を行ったことで知られる。主な研究領域は医真菌学であるが、宇宙環境医学、労働衛生学、博物学の業績も知られている。

## 経歴
1990年、東京医科大学卒業と共に医師免許取得。帝京大学大学院医学研究科細菌学、帝京大学医学部附属病院第一内科、米国Tampa Bay Research Instituteウイルス学講座研究員を経て、帝京大学大学院修了； 博士（医学）。同大学医真菌研究センター講師、2011年同医学部教授を経て、帝京大学大学院医学研究科 医真菌学・宇宙環境医学 教授 、帝京大学医学部 療育環境下AMR真菌症管理研究寄付講座 兼担特任教授、2021年より現職。

## 研究・業績[1]とアウトリーチ
1　医真菌学
1）病原真菌の検査と管理法の研究
院内感染症等日和見真菌症を中心とした真菌関連健康障害の管理法（遺伝子診断、系統解析、培養法、抗真菌薬感受性測定法等　併せて職務発明として国内外特許取得多数）をはじめとする病原真菌と、それらによる健康障害全般を研究課題としている。療育環境における真菌症の研究も行われている。
2）カンジダ・アウリスの発見・命名と検査法の研究・開発
アジア、ヨーロッパ、北アメリカなどで多数の感染患者を出し、「Japanese fungus」または「日本カビ」と呼ばれたカンジダ・アウリス（Candida auris）という病原真菌（酵母）を東京都内で発見し、命名・記載した。この菌は、真菌症として初めてパンデミックを引きおこした。本菌感染管理のためにカンジダ・アウリスを検出・診断できる遺伝子診断法ならびに培養同定法を開発。2019年1月には米国疾病管理センター（CDC）で実証試験を行い、同年３月には国内外の研究者を集めて国内初となる「カンジダアリウスのアウトブレークに備える 第1回学術集会」を開催した。
3）ワンヘルス医真菌学の研究
国内の各園館で飼育されているコアラのクリプトコックス症（コアラ病）について、検査・診断・治療の実績も知られる。２０２４年には日本動物園水族館協会（JAZA）の協力を得て、初の試みとなるコアラのクリプトコックスの全国一斉調査を行い、報告した。その他、ワンヘルスの観点から各種環境および動物における真菌関連健康障害とその疫学も広く研究している。
2　宇宙環境医学
2009年から2012年にJAXAによる国際宇宙ステーション日本実験棟「きぼう」船内微生物研究主任を務めた。人工的有人閉鎖環境における環境真菌との在り方を、ロシアのミール宇宙ステーション、米国のスペースシャトル、および国際宇宙ステーションにおける軌道サンプリングと実験によって明らかにし、宇宙飛行士体表における菌叢も報告した。
3　労働衛生学
医師に加えて産業医・労働衛生コンサルタント（保健衛生）の資格を有し、多数の企業・団体で産業医を務めると共に、特殊環境職場や閉鎖空間における真菌曝露対策、室内環境管理、労働者健康管理に関する研究と指導を行っている。
4　博物学
多くの真菌および関連微生物の新種記載および形態学的博物学的研究を推進している。
5　アウトリーチ
- 環境からの真菌採取・記録活動を継続し、医真菌界初のグラビア写真集となった『医真菌100種』[31]やSNS連載「菌曜日」[32]による普及啓発を行っている。
- 科学アウトリーチ活動として、感染症関連学会等における「真菌の（小）部屋」を企画・運営[33]している。
- 地域貢献としては、1997年以来毎年夏期に八王子市教育委員会・校長会の委託を受けて「子ども科学教室」を八王子キャンパスで実施している[34]。

## 所属
- 帝京大学
- 日本医真菌学会（理事、広報委員長、医真菌学専門医）
- 国際医真菌学会（ISHAM; 終生会員）
- 日本菌学会（終生会員）
- 日本細菌学会（評議員）他

## 受賞
- 2021年10月：日本医真菌学会賞：「健康を障害する真菌および関連微生物の医学的管理と生物学的・生態学的理解に関する研究」（日本医真菌学会）
- 2021年8月：第65回日本菌学会大会菌類写真展 第65回大会特別賞：「生チョコレートの花」（日本菌学会）
- 2022年3月：冲永荘一学術文化特別賞 「卓越した医真菌学の業績」（学校法人 帝京大学 ）他